# Caenurgina
Caenurgina é um gênero de traça pertencente à família Arctiidae.